# 1118 Hanskya
1118 Hanskya är en asteroid i huvudbältet som upptäcktes den 29 augusti 1927 av de båda ryska astronomerna Sergej Beljavskij och N. Ivanov vid Simeizobservatoriet på Krim. Dess preliminära beteckning var 1927 QD. Det namngavs sedan den först verksamme astronomen vid Simeis-observatoriet, Aleksej Ganskij, vid 25-årsdagen av dennes bortgång.
Det gjorde också en oberoende upptäckt av asteroiden den 30 augusti, av Karl Wilhelm Reinmuth, en upptäckt som kungjordes först.
Den tillhör och har givit namn åt asteroidgruppen Hanskya.
Hanskyas senaste periheliepassage skedde den 20 juli 2018.[Uppdatering behövs] Dess rotationstid har beräknats till ungefär 15,61 timmar.